# Hunterhäst
En hunterhäst är en typbestämning av hästar, alltså inte en hästras. Benämningen används mest på hästar som används inom jaktridning och kan variera i utseende beroende på vilket land den föds upp i. I regel är hunterhästar kraftigare typer av varmblodshästar eller halvblodshästar och är mycket lämpade för ridning. 

## Historia
Jaktridning har varit en del av livet under flera århundraden i Storbritannien och på Irland. Speciellt för de rika som bodde på landet. Därför avlade man fram de bästa jakthästarna genom hästar av engelskt fullblod för att få snabbhet, Irish draught för styrka och även en del ponnyraser kan ha ingått i blandningen. Benämningen Hunter dök upp första gången under slutet av 1700-talet. Nuförtiden räknas även rasen Cleveland Bay som en hunterhäst och korsningar mellan denna ras är absolut tillåten. På Irland har man även utvecklat en rasren typ av hunterhäst som kallas irländsk sporthäst, en korsning mellan irish draught och engelskt fullblod. 

## Egenskaper

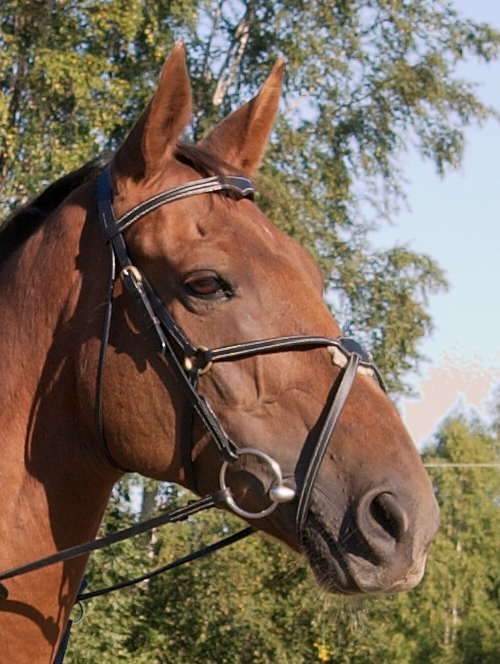
Denna irländska hunter utstrålar intelligens och lugn som är viktigt hos hunterhästar.

Det som karaktäriserar en bra hunterhäst är en häst som kan bära sin ryttare både snabbt och säkert under jakter som kan vara i full galopp över fallna trädstammar och gropig mark. Jaktsäsongen i England varar mellan november och april och under de dagar man rider jakt kan hästarna bli ridna i över 5 timmar i sträck. Eftersom det ofta är kallt med frusen mark sätts stor vikt vid att hästen ska ha sunda ben. 
Bogen på en hunter är oftast lång för att hjälpa hästen att orka galoppera länge. Starka lungor och hjärta är ett måste på en Hunter. Mod är en enormt viktig egenskap. 
Jaktridning finns numera i hela Europa och USA också och efter England och Irland är USA störst bland hunteruppfödarna. Varje år har man jakt i Palm Beach i Florida. 